# 4chan
4chan (vor allem in Japan in Anlehnung an Futaba Channel bekannt als Yotsuba Channel, deutsch ‚Vierblatt‐Kanal‘) ist ein englischsprachiges Imageboard. Jeder Nutzer trägt standardmäßig den Namen „Anonymous“, sofern beim Erstellen eines Beitrags nicht ausdrücklich ein anderer Name eingegeben wurde. Die Seite ist dem japanischen Vorbild Futaba Channel nachempfunden, welches seinerseits wiederum auf 2channel zurückgeht, und ist eine der meistbesuchten Seiten des Internets. Ihre Nutzer machten unter anderem durch Netzaktionen auf sich aufmerksam und sie gilt als Wiege der Anonymous-Bewegung.
Popularität erfährt 4chan vor allem als steter Quell neuer Memes in Text, Bild und Audio. 4chan beherbergt in seinen 76 Boards (Stand: Mitte 2024) eine große Bandbreite an unterschiedlichen Themen und Subkulturen, welche von Anime und Videospielen über Technologie bis ins Finanzwesen reichen. Die auf den unterschiedlichen Boards gültigen Verhaltensregeln und Umgangsformen sind dabei sehr unterschiedlich streng reguliert. So haben themenspezifische Boards meist relativ strenge Vorgaben zu gewünschten Inhalten und Umgangsformen, während etwa /b/ und /pol/ annähernd unreguliert sind. Neben boardspezifischen Regeln existiert auch eine Reihe globaler Regeln, von denen auf manchen Boards jedoch Ausnahmen herrschen. Die Moderation jedes Boards kann dabei Beiträge und Themen löschen sowie Nutzer sperren.
Unter den Subkulturen befinden sich insbesondere mit /pol/ – geschaffen in dem Versuch, das zunehmende Auftreten entsprechender Inhalte in anderen Bereichen zu verringern –  jedoch auch solche, die etwa durch Rechtsextremismus, Rassismus, Frauenhass und antisemitische Verschwörungstheorien auffallen. So tauchten z. B. die ersten Posts zu der Verschwörungstheorie QAnon auf 4chan auf.

## Geschichte

### Entstehung in den 2000ern

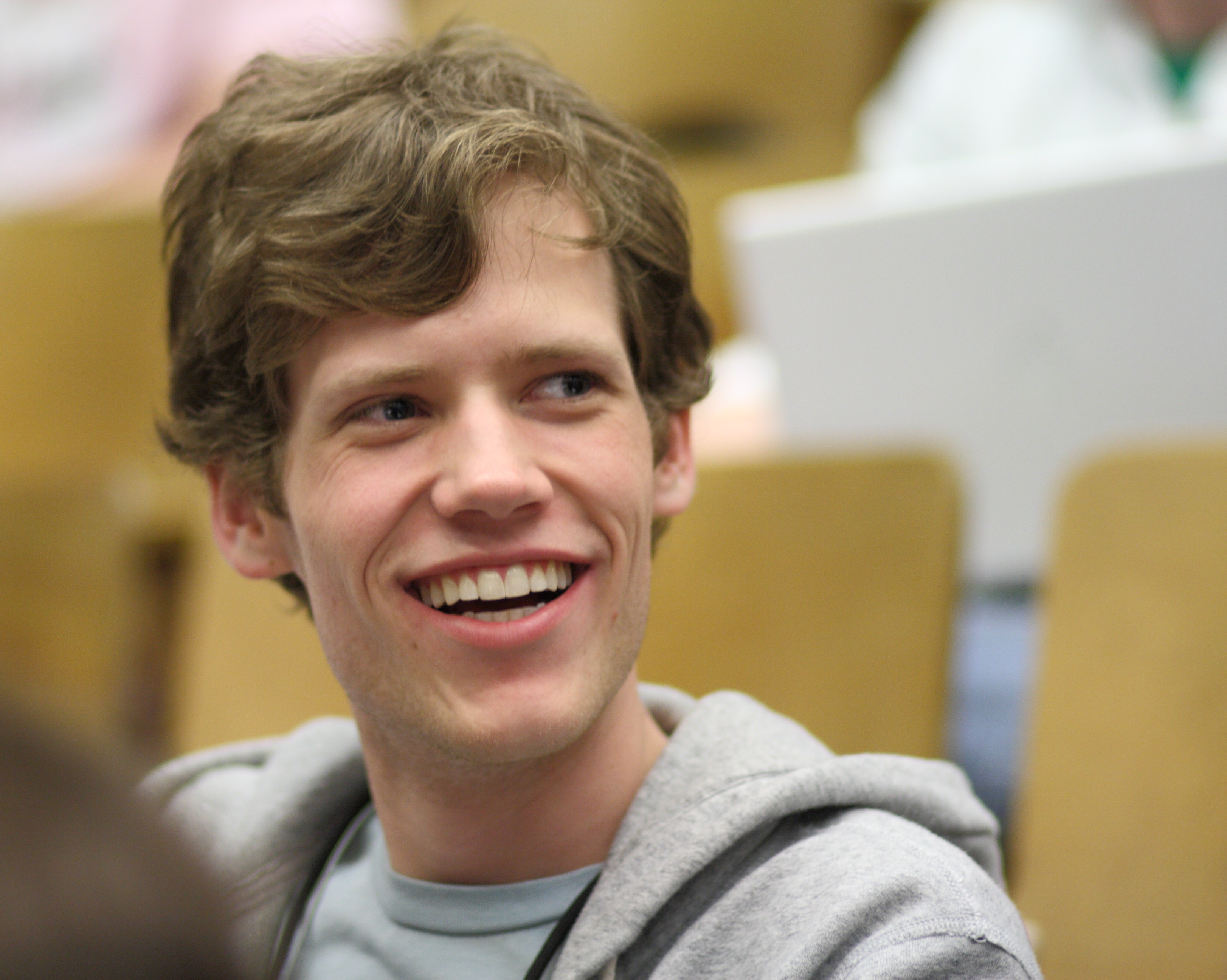
moot (Christopher Poole) im Jahr 2010

4chan wurde im Oktober 2003 unter der Domain 4chan.net von dem damals 15-jährigen US-Amerikaner Christopher Poole (* 1988) gegründet. Poole war ein regelmäßiger Nutzer des Internetforums Something Awful, vor allem des Unterforums für Anime, damals Anime Death Tentacle Rape Whorehouse, kurz ADTRW, genannt und des IRC-Kanals Raspberry Heaven. Er konzipierte die Seite ursprünglich als ein reines Anime-Forum für diese beiden Communities, basierend auf dem bis heute bestehenden japanischen Imageboard Futaba Channel (2chan.net), in dem es ebenfalls größtenteils um Anime, Manga und Otakukultur geht. Futaba Channel geht seinerseits auf das japanische Textboard 2channel (ehemals erreichbar unter 2ch.net) zurück. Bis heute machen Inhalte rund um Anime und Manga einen gewissen Teil von 4chan und dessen Kultur aus, wobei 10 Boards (Stand Ende 2021) allein diesen Themen gewidmet sind und eine eigene Kategorie (Japanese Culture) bilden.
4chan war die zweite englischsprachige channel-Seite nach World2channel (ehemals erreichbar unter world2ch.net), einer als internationale Version von 2channel ausgelegten Seite, die ebenfalls viel von der ADTRW-Community genutzt wurde. Sie basierte jedoch anders als 4chan auf dem Textboard 2channel statt auf dem Imageboard Futaba Channel, hatte also keine Möglichkeit Bilder zu teilen. Drei Monate vor der Gründung von 4chan führte World2channel allerdings auch einzelne Boards mit der Möglichkeit zum Bilderupload ein.
Das erste und ursprünglich einzige 4chan-Board war /b/, welches damals den Namen Anime/Random trug. Schon in den ersten Tagen der Website wurden jedoch weitere Foren eingeführt, darunter /h/ (Hentai), /c/ (Anime/Cute) und /s/ (Sexy Beautiful Women), welches das erste Forum der Seite wurde, das nicht für Anime gedacht war.
Im Februar 2004 suspendierte GoDaddy, der Hosting-Provider von 4chan, die Seite, woraufhin sie zur Domain 4chan.org wechselte.
Ende Oktober 2004 wurden die Boards /l/ (Lolikon) und /sm/ (Shotakon) gelöscht, da sie aufgrund ihres kontroversen Inhalts den Fortbestand der Seite gefährdeten. Anfang November 2004 gründete Poole eine wenig später wieder eingestellte, unabhängige Seite namens not4chan, auf der die Boards zeitweise wiederbelebt wurden.
In der zweiten Hälfte der 2000er stieg die Bekanntheit von 4chan deutlich. Durch von 4chan-Nutzern meist auf /b/ koordinierte, medienwirksame Aktionen wie dem Projekt Chanology und diverser Raids schaffte es 4chan weltweit in die Medien. Viele der in den 2000ern auf 4chan entstandenen Memes wie etwa Rickrolling wurden fester Bestandteil der allgemeinen Internetkultur.
Pooles Identität war bis zur Aufdeckung durch das Wall Street Journal im Juli 2008 nicht bekannt.

### Die frühen 2010er
Ende 2011 kam es zur Gründung von /pol/, welches zu einem der wichtigsten, aber auch kontroversesten Boards wurde. Näheres dazu ist im entsprechenden Abschnitt weiter unten beschrieben.
Poole führte im September 2012 die Möglichkeit ein, einen 4chan Pass zu kaufen, der es ermöglicht, die übliche Captcha-Verifikation vor dem Posten und Melden zu umgehen, und der die Zeit, die zwischen zwei Posts vergehen muss, verkürzt. Außerdem ermöglicht er, das 2016 eingeführte Board /vip/ (Very Important Posts) zu benutzen. Der 4chan Pass wurde eingeführt, um Nutzern eine Möglichkeit zu geben, die Seite finanziell zu unterstützen, ohne auf Spenden zurückgreifen zu müssen.

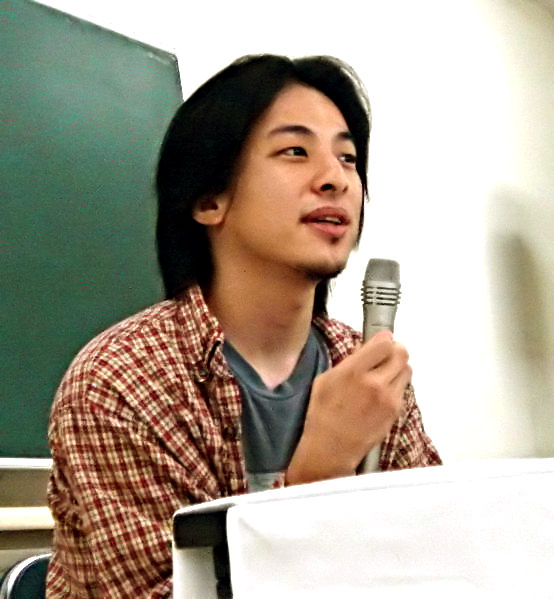
Hiroyuki Nishimura (2005)

2014 kam es zum GamerGate-Skandal. Nachdem Poole ein Verbot der Diskussion um GamerGate durchsetzte, wurde er teilweise selbst zur Zielscheibe des rasch auf andere Plattformen, darunter 8chan und soziale Medien wie Twitter, abgewanderten Skandals und erlebte die nach eigener Aussage stressigsten Wochen seines Lebens. Dies veranlasste ihn 2015 dazu, vom Posten des Administrators zurückzutreten.

### Aktuelle Entwicklungen und Kulturwandel seit 2015
Im September 2015 verkaufte Poole 4chan an den Japaner Hiroyuki Nishimura, den Gründer von 2channel und ehemaligen Direktor von Niwango, dem Unternehmen hinter dem japanischen Videoportal Niconico, und gab auch den Posten als Administrator an ihn ab.
Nach Aussagen aktueller und ehemaliger Moderatoren in einem Ende 2020 mit Vice anonym geführten Gespräch versucht der zum Zeitpunkt des Gesprächs aktuelle Leiter der Moderation, ein anonym gebliebener US-Amerikaner hinter dem Pseudonym RapeApe, auf 4chan im Hintergrund insbesondere /pol/ zu einem Ort zu machen, an welchem ernsthafter Rassismus und Rechtsextremismus zunehmend geduldet werden. Demnach hat Nishimura nach dem Weggang Pooles und dem Kauf 4chans 2015 die meisten Verwaltungsaufgaben de facto RapeApe überlassen, der nach eigener Aussage auf /pol/ nichts mehr entfernen möchte, was nicht gegen Gesetze verstößt. Nishimura selbst soll sich dabei nur wenig um 4chan kümmern und nimmt daher kaum Einfluss auf diese Entwicklung.
Dabei nimmt RapeApe Einfluss auf die Arbeit anderer Moderatoren und weist diese etwa gegen ihren eigenen Willen an, ernsthafte rassistische Inhalte zu dulden, welche zuvor nicht geduldet wurden. Dazu übergeht er Wünsche und Bedenken anderer Moderatoren und entlässt solche, die Inhalte entfernen, welche er persönlich für gut befindet. Das betrifft auch andere Boards. So soll Modcat, ehemals Moderator auf dem Anime-Board /a/, von RapeApe gefeuert worden sein, da er dessen Laissez-faire-Kurs nicht zugestimmt habe. RapeApe widerspricht diesen Vorwürfen: Die Moderatoren seien wegen eindeutiger Regelverstöße entlassen worden. Wenig später kam es zu einem 4chan-internen Raid von /pol/-Nutzern gegen /a/, bei welchem sie /a/ temporär mit rechtsextremen Inhalten fluteten.
RapeApe soll außerdem gezielt Moderatoren eingestellt haben, die seinen Vorstellungen entsprechen. Es wird beschrieben, dass er versucht, die Gesprächskultur /pol/s in anderen Boards zu etablieren, wenngleich dies aufgrund der sehr verschiedenen Nutzerbasen und Zielgruppen der einzelnen Boards nicht vollumfänglich gelungen ist. Das stellt laut der befragten Moderatoren einen harten Bruch mit der bisherigen Kultur dar. Auch auf /pol/ selbst sei unter RapeApe der Ton noch einmal spürbar verschärft worden.
Zwischen 2015 und 2019, insbesondere um Donald Trumps Wahlkampagne, hat die Menge rassistischer und anderer hasserfüllter Inhalte auf 4chan sehr stark zugenommen, selbst im Vergleich zum schon vorher harten Umgangston. Dabei wird von RapeApe in internen Diskussionen gezielt der schon vorher harte, jedoch damals kaum ernst gemeinte und für 4chan charakteristische Umgangston als Rechtfertigung für die Nichtahndung solcher Inhalte benutzt.
Die Seite kündigte im November 2019 an, alle Boards mit unverfänglichen Inhalten (die keine sogenannten „NSFW“-Inhalte enthalten) auf die Domain 4channel.org zu verschieben. Diese Domain verlinkt nur auf andere unverfängliche Boards, außer dies wurde in den Einstellungen deaktiviert. Auf solchen Boards ist es nicht erlaubt, bestimmte Inhalte (vor allem Pornografie und extreme Gewaltdarstellungen) zu teilen. Schon seit Längerem wurden diese Boards farblich von den restlichen abgegrenzt.

### Hackerangriff 2025
Vom 14. April bis zum 25. April 2025 war die Seite nicht mehr erreichbar. Laut der Seite PCWorld wurde durch einen Nutzer eines „konkurrierenden“ Forums (soyak.party) ein erfolgreicher Hackangriff durch die Nutzung einer Lücke in einer veralteten PHP-Version vorgenommen.
Hierbei sollen auch Nutzer- und Moderatorendaten offengelegt worden sein. Diese sollen laut Berichten der Website T3n E-Mailadressen, Fotos, sowie nicht näher benannte persönliche Daten umfassen.

## Funktionsweise

### Grundkonzept

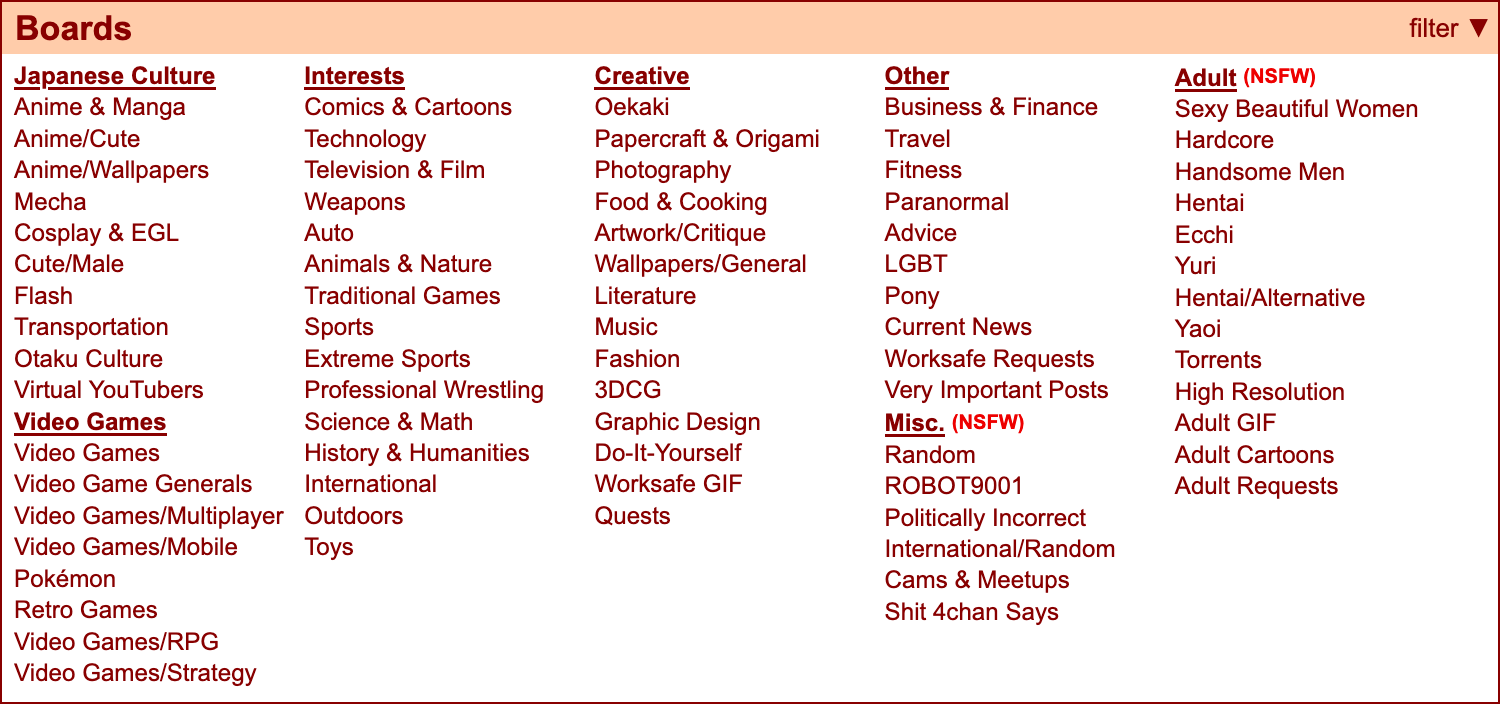
Boards auf 4chan (November 2021). Boards der Kategorien Misc. (darunter /b/ und /pol/) sowie Adult erlauben NSFW-Inhalte und können nur unter 4chan.org, nicht jedoch unter 4channel.org erreicht werden.

4chan ist in zahlreiche themenspezifische Boards untergliedert. Gegenwärtig gibt es über 70 Boards, auf denen Texte und Bilder gepostet und kommentiert werden. Themen der einzelnen Boards gehen unter anderem von Natur (/an/) über Waffen (/k/) und Autos (/o/) zu Anime, Manga (/a/ u. a.) und Erotik (/h/, /s/, /d/ u. a.). Es gibt keine Nutzerkonten. Jeder Nutzer hat standardmäßig den Namen „Anonymous“, sofern beim Erstellen eines Beitrags nicht ausdrücklich ein anderer Name eingegeben wurde. Wer trotzdem eindeutig identifizierbar sein möchte, kann hierfür einen Tripcode verwenden. Damit kann man z. B. vermeiden, dass sich jemand anderes in einem laufenden Gespräch als man selbst ausgibt. Auf 4chan wird dieses Feature jedoch relativ wenig verwendet. Am größten und stärksten frequentiert war lange Zeit das Board /b/, welches den Namen Random (englisch wahllos bzw. zufällig) trägt und kein bestimmtes Thema vorgibt.
Im Gegensatz zu konventionellen Foren sind Threads und Posts auf 4chan sehr kurzlebig. Auf jedem Board sind die Threads nach der Reihenfolge aufgelistet, in der die letzte Antwort auf den jeweiligen Thread erfolgte. Jeder Thread, der eine Antwort erhält, springt auf den obersten Platz der Liste und schiebt die darunterliegenden um einen Platz nach hinten. Dabei nimmt jedes Board nur eine bestimmte maximale Anzahl an Threads auf, sodass Threads, die lange keine Antwort erhielten, auf die letzten Plätze wandern und schließlich verdrängt und somit gelöscht werden. Wird beim Erstellen eines Beitrags innerhalb eines Threads in das Optionsfeld (ehemals E-Mail-Feld) sage (abgeleitet von dem japanischen Verb sageru, deutsch senken) eingetragen, wird verhindert, dass der Thread durch diesen Beitrag auf den ersten Platz der Liste wandert.

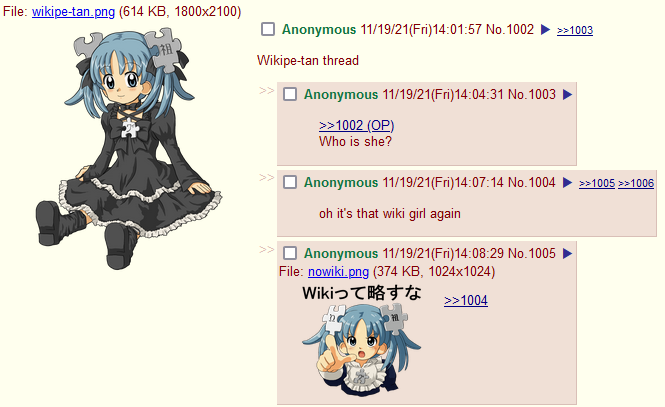
Beispiel eines Threads auf 4chan im Jahr 2021. Der Inhalt ist frei erfunden. Das Design ist seit 2003 annähernd unverändert.

Alle Posts innerhalb eines Boards sind – unabhängig von ihrer Verteilung auf einzelne Threads – fortlaufend nummeriert (siehe Bild). Der erste Post eines Threads sowie dessen Ersteller werden als OP (englisch für original post bzw. original poster) bezeichnet. Um andere Posts zu referenzieren (z. B. um auf einen bestimmten Post zu antworten), können zwei Größer-als-Zeichen gefolgt von der Nummer des referenzierten Posts eingegeben werden. Dies funktioniert innerhalb eines Boards auch threadübergreifend. Bei Bezugnahme auf den ersten Post eines Threads wird nach dem Absenden automatisch ein (OP) hinter der Nummer ergänzt. Über jedem Post werden die Nummern der Posts eingeblendet, die diesen referenziert haben. Postnummern werden automatisch in einen Link umgewandelt, über welchen sich direkt zum jeweiligen Post springen lässt. Wenn ein Post eine besondere Nummer wie etwa eine Schnapszahl zugewiesen bekam, wird dies als GET bezeichnet.
Ein wesentlicher Punkt, der 4chan wie auch viele andere Imageboards auszeichnet, ist, dass auf der Seite eine von den Benutzern selbstgeschaffene Terminologie benutzt wird, die Außenstehende meist nicht ohne Weiteres verstehen können. Dazu gibt es oft auch noch boardspezifische Terminologien.
Spiegel Online beschreibt 4chan als

„[…] eine Meme-Schleuder, eine Brutstätte für ansteckende Ideen, aber auch ein abgründiger Ort, an dem Scheußlichkeiten, rassistische und sexistische Tiraden und Bilder weit jenseits der Grenzen des guten Geschmacks veröffentlicht werden. […] Die Welt von 4Chan ist dunkel und seltsam, wie das Innenleben eines verwirrten Provinz-Teenagers um 3 Uhr morgens.“

### Technisches
4chan basiert auf der eigens entwickelten Software Yotsuba, einer modifizierten Variante von Futallaby, welche ihrerseits eine Abspaltung von Futaba ist, der Software, auf der Futaba Channel basiert. Ursprünglich lief die Seite auf einer modifizierten Version von GazouBBS, der Software, die auch 2channel benutzte und auf der Futaba basiert. Sowohl Futallaby als auch Yotsuba wurden nach 4chans Gründung von Mitarbeitern von 4chan für die Seite entwickelt. Gestaltung und Funktionsweise haben sich dabei seit 2003 kaum verändert.
Der Name Yotsuba ist Japanisch für „Vier Blätter“ und eine Anspielung auf den Namen der Seite sowie den Vorgänger Futaba, dessen Name „Zwei Blätter“ bedeutet.

### Reichweite
Alexa listet 4chan global meistens im Bereich der Top 1000 Websites (US: Top 300). Tägliche Unique Visits liegen bei rund 220.000 (Monatlich: ≈6,8 Mio.), generiert werden so rund acht Millionen Page Impressions (Monatlich: ≈240 Mio.).
Die Community verzeichnete im April 2009 450.000 Postings pro Tag. Die Nutzung ist kostenlos.

### Demographie
Die durchschnittlichen 4chan-Nutzer sind zwischen 18 und 34 Jahren alt, zu ungefähr 70 % männlich und zu ungefähr 30 % weiblich. Die Mehrheit der Nutzer besucht oder besuchte eine Hochschule.

## Moderation
Die anonyme Kommunikation durch das Fehlen von Nutzerkonten und im Normalfall auch von Nutzernamen, sowie die bloße Menge an Beiträgen, machen die Moderation auf 4chan zu einer besonderen Herausforderung. So ist es zwar möglich, Nutzer bei schweren oder wiederholten Regelverstößen zu sperren, was auch häufig angewendet wird. Da die Sperrung jedoch – wegen des Fehlens von Nutzerkonten – auf Grundlage der IP-Adresse eines Nutzers geschieht, hält sich deren Effekt in Grenzen und ist eher verwarnender Natur, denn die IP-Adresse ist bei den meisten privaten Internetanschlüssen dynamisch und wird etwa nach einem Routerneustart neu zugewiesen.
Meist geschieht die Moderation durch das Löschen von Threads und Beiträgen, welche gegen spezifische Boardregeln oder eine von 4chans globalen Regeln verstoßen haben.
Wird ein Nutzer gesperrt, ohne dass der die Sperrung begründende Post ebenfalls gelöscht werden musste, erscheint unter diesem Post zur Abschreckung in roten Großbuchstaben die Warnung „USER WAS BANNED FOR THIS POST“ (deutsch: „Der Nutzer wurde für diesen Beitrag gesperrt“).
Es kommt vor, dass die Diskussion eines ganzen Themas auf 4chan global verboten wird. Dies ist z. B. bei den Diskussionen rund um GamerGate geschehen. Im Extremfall werden ganze, außer Kontrolle geratene Boards, entfernt, wie z. B. mit /new/, welches mit rechtsextremen Inhalten geflutet wurde. Als es weiterhin einen Zufluss rechtsextremer Inhalte gab, wurde /pol/ gegründet, um diese Inhalte darauf zu konzentrieren und dadurch von anderen Boards fernzuhalten.
Hin und wieder wird auch zu unkonventionellen Mitteln gegriffen. Wenn in unerwünschten Diskussionen etwa ein bestimmtes Schlüsselwort häufiger auftaucht, kann ein Wortfilter auf dieses Wort angewendet werden, welcher dieses Wort ersetzt. So entstand z. B. der Begriff Weeaboo.

## Wichtige und kontroverse Boards
Die folgenden Boards finden sich aufgrund ihrer kontroversen Natur häufig in Berichterstattungen über 4chan.

### /b/ - Random
Das ehemals beliebteste Subboard stellte 2009 mit ca. 350.000 anonymen Postings am Tag das Board „Random“ oder „/b/“ dar, in dem es um kein konkretes Thema geht und bis auf extreme Gesetzesverstöße wie Kinderpornographie alles gepostet werden darf. Dieses Konzept entstand in Anlehnung an das /b/-Subboard auf Futaba Channel, auf dem ein ähnlicher Ton herrscht.
Hier brechen die Stammleser, die sich als „/b/tards“ (Verballhornung von „retard“, englisch eigentlich „Behinderter“ oder „Zurückgebliebener“, gemeint eher wie „Vollidiot“) bezeichnen, mit jedem denkbaren Tabu, von Hardcore-Pornografie bis hin zu expliziter Gewaltdarstellung und Gore. Beschimpfungen gehören zum guten Ton und werden häufig auch als Selbstbezeichnung gebraucht. Hier herrschen ein eigener Slang und Verhaltenskodex, den sich Neuzugänge, von den Stammlesern als „Newfags“ (englisch wörtlich „Neuschwuchtel“, wobei das Suffix „-fag“ stets als Charakteristikum verwendet wird – beispielsweise heißt es nicht „drawing artist“ (zeichnerischer Künstler) oder „German“ (Deutscher), sondern dann „drawfag“ oder „germanfag“) bezeichnet, auf externen Wikis wie der Encyclopedia Dramatica aneignen können. Die ersten zwei Regeln sind an den Film Fight Club, einen Thriller aus dem Jahr 1999, angelehnt:
| 1. do not talk about /b/. 2. do NOT talk about /b/. 3. We are Anonymous, 4. Anonymous is legion. 5. Anonymous never forgives. 6. Anonymous can be a horrible, senseless, uncaring monster. | 1. Sprich nicht über /b/. 2. Sprich NICHT über /b/, 3. Wir sind Anonymous, 4. Anonymous ist Legion [vgl. Mk 5,9 ]. 5. Anonymous vergibt nie. 6. Anonymous kann ein schreckliches, vernunft- und gefühlsloses Monster sein. |

Bei 4chan, besonders auf /b/, werden häufig provozierende Bilder gezeigt, wie etwa von toten Menschen oder Tieren (Gore) oder Pornographie. Dauer und die Häufigkeit der Nutzung durch Einzelne sind nicht sichtbar.
Der 500 Millionste Beitrag wurde am 15. August 2013 veröffentlicht, und vom Twitter-Account der Website kommentiert:

“…and /b/’s 500 millionth post is a 4channer bragging about banging Polish prostitutes in London.”

„…und der 500-millionste Beitrag auf /b/ ist ein 4channer, der über das Bumsen polnischer Prostituierter in London prahlt.“

### /pol/ - Politically Incorrect
/pol/, das den Namen politically incorrect (deutsch: politisch inkorrekt) trägt, ist ein Subboard über Politik auf 4chan, welches – wenngleich keine politische Richtung vorgegeben ist – überwiegend durch rechtsextreme Inhalte auffällt. Erstellt wurde es am 10. November 2011, um die zunehmende Flutung anderer Boards mit unerwünschten politischen Inhalten unter Kontrolle zu bringen, sodass die dort besprochenen Themen nicht länger von politischen Diskussionen und von unerwünschten rassistischen oder sexistischen Inhalten vereinnahmt werden. Dies sollte der Wahrung der weitgehend apolitischen Natur der meisten auf 4chan besprochenen Themen dienen. Insbesondere das Board /new/, welches ursprünglich der Besprechung aktueller Nachrichten diente, war im Vorfeld davon betroffen. Auf /new/ dominierten hierbei bereits oftmals rechte Inhalte. /new/ wurde daher bereits einige Monate vor der Erstellung von /pol/ dauerhaft von moot geschlossen.
Nach Aussage von Fredrick Brennan, der ehemals in der Szene aktiv war und später die Website 8chan gründete, wurde innerhalb des Subboards zunächst (bei den US-Vorwahlen 2012) der libertäre Ron Paul unterstützt. Vor allem seine Anti-Establishment-Haltung sei auf Zuspruch gestoßen. Brennan gab an, dass er später Bernie Sanders unterstützte (bei den Vorwahlen 2016), aber zum damaligen Zeitpunkt (2012) keine derartige ökonomisch linke Alternative existiert habe, was er als Grund dafür sieht, dass die Mitglieder vor allem Ron Paul als Alternative zum Establishment wahrnahmen. Ferner beschrieb er, wie /pol/ nach und nach von Nazis übernommen wurde, die eine populistische Anti-Establishment-Haltung vertraten und strategisch mit dem Befürworten der freien Meinungsäußerung spielten, um ihre Inhalte dort zu platzieren und die Nutzer von diesen zu überzeugen. Er äußerte, das Subboard sei so zum „Nazi-Paradies“ geworden.
Im Jahr 2017 stammten 50 % aller Posts auf /pol/ von US-Amerikanern; insgesamt stammten ungefähr zwei Drittel aller Posts von Nutzern aus englischsprachigen Ländern. Posts von deutschen Nutzern machten mit 2,94 % den größten Anteil aller Posts von Nutzern aus nicht-englischsprachigen Ländern aus. Deutsche Nutzer waren dabei zwar ebenso meist dem rechten bis rechtsextremen Spektrum zuzuordnen, riefen jedoch deutlich weniger zu Gewalt oder konkreten Aktionen auf, als die US-amerikanischen Nutzer, und waren vergleichsweise unpolitisch.
Ursprünglich auf 8chan, später jedoch unter eigener Domain, formierte sich das ausdrücklich linke /leftypol/, welches in seinem Selbstverständnis ein linkes Gegenstück zu dem primär rechtsextremen /pol/ auf 4chan ist. Auch dieses Board ist für einen sehr harten Umgangston und extremistische Ansichten bekannt. Es existiert eine Reihe weiterer ausdrücklich linker Imageboards, welche sich jedoch in ihren Regeln und dem erwünschten Umgangston deutlich voneinander unterscheiden.

## Kultur
Eine freizügige Beitragspolitik, die schnelllebige Architektur und vermeintlich anonyme Teilnahme befördern die Entstehung ungewöhnlicher Web-Phänomene. Moderatoren überwachen die Inhalte auf teilweise boardspezifische, nicht unbedingt zivile Umgangsformen. Irrelevante oder illegale Beiträge sowie Spam werden sporadisch gelöscht, die verantwortlichen Nutzer können vom Board ausgeschlossen werden. Zu diesem Zweck werden die Logfiles und IP-Adressen als einzige Nutzerdaten nach Eigenaussage für die Lebensdauer der Posts gespeichert.

### Memes (Auswahl)
Einzelne Texte und Bilder entfalten durch den regen Austausch zuweilen ein „Eigenleben“, das sie auch über die Seite hinaus bekannt macht. In dieser Tradition entstanden verschiedene Internetphänomene, wie beispielsweise der „Caturday“, „Pedobear“ oder der „Epic Fail Guy“, einer von vielen Strichmännchen-Comicstrips, deren Handlung durch jede Antwort auf den Thread weitergestrickt wird.

#### Lolcats
Die Verbreitung von Katzenfotos mit absurden Sprüchen und offensichtlich falscher Grammatik geht auf eine Initiative der Community zurück, den „Caturday“.

#### Abwandlung von Kumā zu Pedobear
Auch wird dem Board die Abwandlung von Kumā, eines Internet-Phänomens von 2channel, zum Pedobear nachgesagt. Dabei wurde der ursprünglich harmlose Bär Kumā insofern pervertiert, dass er nun in der Rolle eines Pädophilen in Bildern und Videos mit jungen Kindern erscheint und dort entsprechende Kommentare von sich gibt oder Gesten zeigt.

#### Rickrolling
2005 tauchte das Internet-Phänomen „duckroll“ auf, nachdem moot einen Wortfilter auf 4chan eingesetzt hatte, der „egg“ nach „duck“ änderte. In einer Diskussion postete jemand eine Ente auf Rädern. Im März 2007 wurde der Trailer für das Spiel Grand Theft Auto IV veröffentlicht. Auf Grund der hohen Nachfrage konnte das Video nach einiger Zeit nicht mehr auf der Hersteller-Website aufgerufen werden. Ein anonymer 4chan-Nutzer adaptierte das Prinzip der „duckroll“ und lud auf YouTube ein Video hoch, welches den Trailer versprach – in Wirklichkeit zeigte es aber Rick Astleys „Never Gonna Give You Up“. Der „Rickroll“ war geboren. In einem Interview mit der Los Angeles Times sagte Astley, er finde „rickrolling“ lustig und bizarr.

### Raids (Auswahl)
Wenn 4chan-Nutzer gemeinsame Aktionen außerhalb ihres Boards organisieren, so nennt sich das „Raid“ – eine Art Überfall, der nicht nur andere Websites, sondern auch die anderen Boards von 4chan treffen kann. Auch hier ging es ursprünglich vorrangig um den Unterhaltungswert, den das Stiften von Ärger hervorbringt („…Anonymous must have no higher cause than its own cruel amusement…“, „… Anonymous darf kein höheres Anliegen als sein eigenes grausames Vergnügen haben …“). Aus solchen Raids ging das Anonymous-Kollektiv hervor.
Ein Raid wird mit verschiedenen „Waffen“ ausgetragen, u. a. Spams, Flooding, DDoS-Attacken, Scherzanrufe, Ausnutzen von Sicherheitslücken in Webseiten (einfache Registrierung, identische Benutzerdaten auf verschiedenen Seiten) bis hin zum Löschen kompletter Datenbanken.

#### Habbo Raid/Pool’s Closed
Im Rahmen des 2006 auf /b/ koordinierten Habbo Raid wurde das Habbo Hotel (ein soziales Netzwerk für Teenager) überfallen; es loggten sich mehrere User ein und blockierten den Zugang zum Schwimmbecken. Hintergrund war das Gerücht, dass die Moderatoren des Portals verstärkt gegen dunkelhäutige Avatare vorgingen und so ihre Moderatorenrechte missbrauchten. In typisch politisch unkorrekter Manier wählten die überfallenden Nutzer dunkelhäutige Charaktere mit Afrofrisuren und riefen unter anderem „Der Pool ist wegen AIDS geschlossen“.
Der Habbo Raid wurde gleichzeitig zur ersten mit dem Anonymous-Kollektiv in Verbindung gebrachten Aktion.

#### Projekt Chanology
Anlass war ab Januar 2008 eine webweite Löschaktion eines unvorteilhaften Interviews mit Tom Cruise durch Scientology. 4chans Antwort ist die bisher größte Kampagne, die aus dem /b/-Board hervorgegangen ist, und hat das Ziel, Scientology „… aus dem Internet zu verstoßen … und systematisch zu zerstören …“ (Dibbell). Sie hat nicht zuletzt zu dem hohen Bekanntheitsgrad von Anonymous geführt.

#### Google und das Hakenkreuz
Als im Juli 2008 ein Unbekannter auf /b/ den HTML-Code für ein Hakenkreuz schrieb, tippten oder kopierten anschließend Tausende von Lesern das Zeichen ins Google-Suchtextfeld. Daraufhin landeten die Suche und das Symbol an der Spitze von Googles „Hot Trends“-Liste, die die momentan häufigsten Suchanfragen auflistet. Google entfernte das Hakenkreuz aus den Suchergebnissen und entschuldigte sich.

#### WahlMootszur weltweit einflussreichsten Person
Der Gründer und Administrator Christopher Poole wurde Ende April 2009 von der Zeitschrift Time zur „World’s Most Influential Person 2008“, also zur weltweit einflussreichsten Person, ernannt. Es stellte sich jedoch heraus, dass die auf einer öffentlichen Umfrage basierende Wahl durch der Community nahestehende Personen beeinflusst wurde. Innerhalb kürzester Zeit erhielt Christopher Poole knapp 17 Millionen Stimmen – mehr als alle anderen Kandidaten zusammen. Die Wahl wurde außerdem derart manipuliert, dass die Anfangsbuchstaben der folgenden 23 Kandidaten die Nachricht „Marble cake also the game“ bildeten – eine Anspielung auf den IRC-Kanal, in dem sich einst der Protest gegen Scientology formte. Christopher Poole wird nunmehr offiziell auf Platz 35 der Liste geführt.
Auch die Wahl zur „World’s Most Influential Person“ des Jahres 2012 wurde von 4chan-Benutzern beeinflusst. So wurde der nordkoreanische Diktator Kim Jong-un, durch eigens für diese Wahl programmierte Voting-Programme, zur einflussreichsten Person des Jahres gewählt. Auch die Stimmen der anderen Teilnehmer wurden gezielt manipuliert. So ergaben die Anfangsbuchstaben der obersten 14 Plätze die Botschaft „K.J.U. GASCHAMBER“ – eine Anspielung auf die Schlagzeilen machenden Arbeitslager in Nordkorea.

#### „Pornday“ auf YouTube
Am 6. Januar 2010 strapazierten 4chan-Nutzer durch massenhaftes Veröffentlichen von pornographischem Material, getarnt als Musik oder Kindervideos, die Filterinstanzen des zu Google gehörenden Videoportals YouTube. Anlass der Protestaktion war die Sperrung des dortigen Benutzerkontos „Lukeywes1234“. Ein dem Augenschein nach noch nicht 13 Jahre alter Junge aus Wichita (Kansas) hatte auf diesem Kanal Videos veröffentlicht, in denen er unter anderem improvisierte Rollenspiele mit Spielfiguren zeigte oder als Geisterjäger auftrat. Da die YouTube-Geschäftsbedingungen ein Mindestalter von 13 Jahren voraussetzen, wurde sein Benutzerkonto durch YouTube gesperrt. 4chan-Teilnehmer, die zuvor ihre Aufforderung zum Abonnieren dieses Kanals viral verbreitet und damit die Zahl seiner Abonnenten innerhalb eines Wochenendes von elf auf 15.000 getrieben hatten, riefen als Vergeltungsaktion zum „PornDay“ am 6. Januar 2010 auf.

## Imitatoren
Aufgrund der hohen Popularität und Bedeutung von 4chan und dessen eigenem Vorbild Futaba Channel inspirierte die Seite eine Vielzahl von Nachahmern, die oft mit anderen Regeln oder einem spezielleren Fokus für sich warben. 1chan, welches im November 2003 von einem Freund Christopher Pooles, der mit ihm an 4chan arbeitete, gegründet wurde, war die erste solcher Seite und fokussiert sich auf Schienenverkehr.

### 8kun
Die wohl bekannteste, jedoch auch kontroverseste Nachahmung von 4chan ist 8kun, welches im Oktober 2013 von Fredrick Brennan unter dem Namen 8chan gegründet wurde. Sein Alleinstellungsmerkmal sind zum einen weniger restriktive Regeln und zum anderen die Möglichkeit, Subforen selbst zu erstellen und moderieren zu können. Die 8 im Namen ist als Unendlichzeichen ({\displaystyle \infty }) zu lesen. Die Seite erfuhr im September 2014 einen großen Popularitätsschub, nachdem Diskussion über die GamerGate-Affäre auf 4chan verboten wurde. Noch mehr als 4chans /pol/-Subforum ist 8kun für rechtsextreme und andere kontroverse Inhalte bekannt, einschließlich der Ankündigung von Amokläufen. 2019 erfolgte die Umbenennung in 8kun, nachdem 8chan in Folge mehrerer dort angekündigter Amokläufe nur noch über das Tor-Netzwerk erreichbar war. Brennan, welcher seit 2014 nicht länger Inhaber und seit 2016 auch nicht mehr Administrator von 8kun ist, gab in einem Interview an, die Gründung aus diesen Gründen zu bereuen. Des Weiteren kritisierte er den Versuch, 8chan unter dem neuen Namen 8kun zurückzubringen. Aktueller Inhaber von 8kun ist seit 2014 Jim Watkins, welcher ebenfalls 2014 auch die Kontrolle über 2channel übernahm. Es gibt Vermutungen, dass Watkins oder sein Sohn einige oder alle der ursprünglichen QAnon-Posts verfasst haben. Watkins gründete 2020 das super PAC Disarm the Deep State, welches Kandidaten, die sich auf QAnon berufen, unterstützen soll.

### Krautchan bzw. Kohlchan
Krautchan war eine deutsche Nachahmungseite, die zwischen 2007 und 2018 existierte. Kraut ist hierbei eine selbstironisch gebrauchte englische Bezeichnung für Deutsche. Sie war Ursprung der Polandball-Comics und geriet mehrfach in Kritik für die Ankündigung von Straftaten, so etwa 2008 im Zuge des Amoklaufs von Winnenden, als eine angebliche Ankündigung des Amoklaufs auf Krautchan auftauchte, welche sich später jedoch als Fälschung herausstellte. Die Nutzer sprachen sich untereinander mit dem Namen „Bernd“ an, um anonym zu bleiben, entsprechend den Namen „Anonymous“ bzw. „Anon“ auf 4chan. Krautchan ging 2018 nach einem angeblichen Diebstahl seiner Domain offline. Als Nachfolger hat sich Kohlchan profiliert.

### Dvach
Dvach (russisch Двач, Aussprache „Dwatsch“, abgeleitet von dwa „zwei“ und „chan“) war bzw. ist ein populäres russischsprachiges Imageboard. Sein Ruf und der auf dem Board anzutreffende Umgangston sind dem von anderen großen Imageboards wie 4chan ähnlich. Während das ursprünglich unter diesem Namen bekannte Imageboard nur von 2006 bis 2009 existierte, haben sich in den Jahren danach einige Nachahmungen etabliert, von denen die unter 2ch.hk erreichbare Nachahmung die Popularität des Originals fortsetzen und sogar übertreffen konnte. Gehostet wird 2ch.hk seit einer DDoS-Attacke im Jahr 2016 von VK (bis 2021 Mail.ru Group).

## Kontroversen

### GamerGate und Frauenhass
Von mehreren Foren, darunter Something Awful, sowie einem privaten WordPress.com-Blog namens thezoepost gingen im August 2014 Posts unter anderem über angebliche sexuelle Beziehungen von Zoë Quinn mit Videospieljournalisten aus, die im Gegenzug dazu Quinns Spielen positive Reviews gegeben hätten – dieser Vorwurf ist falsch und wurde später von seinem Verfasser selbst widerlegt, während er an zahlreichen weiteren Vorwürfen gegen Quinn jedoch festhielt. Die Posts wurden ursprünglich von Quinns Exfreund erstellt, verursachten zunächst jedoch noch keine großflächige Kontroverse. Am nächsten Tag erstellte er einen weiteren Beitrag auf thezoepost, welcher im Anschluss auch auf mehreren 4chan-Boards verlinkt wurde. 4chan wurde daraufhin rasch zu einem zentralen Schauplatz der Kontroverse. Der Hashtag #GamerGate entstand unabhängig von 4chan Ende August 2014 auf Twitter; auf 4chan selbst gibt es kein mit Hashtags vergleichbares System.
Über die folgenden Tage eskalierte die Situation auf 4chan und es kam zu mehreren Fällen von Doxing sowie Mord- und Vergewaltigungsdrohungen gegen zahlreiche, überwiegend weibliche Personen aus der Videospielentwicklung und dem Videospieljournalismus. Aufgrund der Eskalation wurde die Diskussion der GamerGate-Kontroverse auf 4chan durch Poole verboten, da in ihrem Zuge zahlreiche Regeln von 4chan gebrochen wurden, wie etwa das schon vorher bestehende Verbot von Doxing, und weil Poole diese Bewegung nicht unterstützen wollte. Durch diese Entscheidung wurde Poole selbst zu einer Zielscheibe der Kontroverse. Dies veranlasste ihn letztendlich dazu, das von ihm selbst gegründete 4chan zu verlassen. Nach dem Verbot der GamerGate-Diskussion auf 4chan verlagerte sich diese auf 8chan bzw. 8kun sowie auf die großen sozialen Netzwerke.

### Rechtsextremismus
Unter den Subkulturen auf 4chan befinden sich auch solche, die durch Rechtsextremismus, Rassismus und Frauenhass auffallen. Nach der Medienwissenschaftlerin Whitney Philips kann die Verbreitung derartiger extremistischer Ansichten über die Plattform und der dortige Konsum zur schnellen Rekrutierung und Radikalisierung von weiteren Personen führen, was 4chan den Ruf gab, derartige Entwicklungen zu fördern. Vor allem das Board /pol/, welches die Beschreibung politically incorrect trägt, fällt in dieser Hinsicht auf. Insbesondere im zeitlichen Umfeld der Präsidentschaftswahl in den Vereinigten Staaten 2016 erfuhr 4chan auf /pol/ einen Zufluss neuer, rechtsextremer Nutzer. Des Weiteren hat auch die QAnon-Verschwörungstheorie ihren Ursprung auf 4chan, wobei die entsprechenden Posts möglicherweise von Jim Watkins, dem Betreiber 8kuns, oder dessen Sohn verfasst wurden.